# … And You Will Know Us by the Trail of Dead
… And You Will Know Us by the Trail of Dead (oft Trail of Dead abgekürzt) ist eine US-amerikanische Rockband. Ihre Musik ist dem Alternative Rock zuzuordnen, enthält aber auch Elemente verschiedener anderer Stilrichtungen der Rock- sowie anderer Musik.
Den Namen der Band leitet diese aus ihrer langjährigen Beschäftigung mit der Maya-Kultur ab, wo bereits im 19. Jahrhundert in einem rituellen Gesang die Zeile “Sever for us all ties between the now and what is to be, We will act as your sword, oh Great Itzamná, And you will know us by the trail of dead.” (Zitat entnommen der Trail of Dead-Homepage; zu deutsch etwa: Löse für uns alle Bindungen zwischen dem Jetzt und dem, was sein wird. Wir werden dein Schwert sein, o großer Itzamná, und du wirst uns erkennen an der Spur der Toten.) dechiffriert wurde. Ein ähnlicher Text soll auch in einem Grabtext der alten Ägypter gefunden worden sein. Letztendlich handelt es sich bei der Namensfindungsgeschichte und ihrem Hintergrund nach Aussagen des Bandmitglieds Conrad Keely um einen Scherz.

## Bandgeschichte
Anmerkung: Zur Geschichte der Band gibt es unterschiedliche Aussagen, wobei von der Band selbst bewusst mit Wahrheit und Lüge gespielt wird. Die hier dargestellte Geschichte basiert auf Angaben der Bandhomepage.
Die Bandmitglieder, alle geboren um 1975, wuchsen in der kleinen Christen-Gemeinde Plano im US-amerikanischen Bundesstaat Texas auf. Die vier Freunde waren als Kinder Mitglieder des örtlichen Kirchenchores, der eine hohe Reputation auf nationaler Ebene besaß und auch an internationalen Wettbewerben teilnahm.
Nachdem Keely und Reece bereits bei einem Aufenthalt auf Hawaii begonnen hatten auch Rockmusik zu machen, formten sie 1994 ihre erste Band Mukilteo Fairies in Olympia im Bundesstaat Washington. Kurz darauf aber gingen sie zurück nach Texas, diesmal nach Austin. Dort trafen sie wieder auf Neil Busch und sie begannen dort zunächst als Vokal-Ensemble unter dem Namen You Will Know Us by the Trail of Dead bei kirchlichen Festen aufzutreten. Die Herkunft dieses Namens hing zusammen mit Textfunden im Rahmen von Forschungen zur Maya-Kultur, die zu dieser Zeit an der University of Texas intensiv betrieben wurden und mit denen sie über Neil Busch in Berührung kamen. Besonders Keely und Reece suchten nach Bindegliedern zwischen verschiedenen Kulturen, auch nach mathematischen und physikalischen Beziehungen. Dabei stießen sie auf die Lehren von Greil Marcus, Guy Debord und Anton Szandor LaVey. Ihr Ziel war es, eine anthropologische Einheit, eine Art „roten Faden“, in der Geschichte der Menschheitskulturen, zu finden.
Nachdem sich das Duo zur kompletten Band (einschließlich Neil Busch und Kevin Allen) erweitert hatte, nannten sie sich nun … And You Will Know Us by the Trail of Dead. In ihrer Musik versuchen sie die Erkenntnisse ihrer Forschungen zur Musikanthropologie mit den Mitteln der modernen Rockmusik zu verbinden. 1998 erschien dann ihr erstes, selbstbetiteltes Album, in das beispielsweise auch musikalische Einflüsse aus Papua-Neuguinea oder Polynesien eingeflossen sind. Daneben spielten sie auf einer Reihe von Konzerten, sowohl in den USA als auch in Europa. Dabei war es ein „Markenzeichen“ der Band, dass sie auf ihren Konzerten ihre Instrumente zertrümmerten. Damit sollte auch körperlich das Zusammenspiel aus Destruktion und Konstruktion, wie es in ihrer Musik zum Ausdruck kommt, dargestellt werden.
Die nachfolgenden Alben, Madonna und Source Tags & Codes beinhalten wieder andere Beispiele aus der Musikhistorie verschiedener Jahrhunderte. Auf dem Album Worlds Apart aus dem Jahr 2005 widmen sie sich hauptsächlich der Geschichte der Rockmusik der letzten 40 Jahre. So sind in verschiedenen Stücken deutlich Einflüsse der Beatles, von David Bowie, Pink Floyd und Oasis zu hören, wobei die Handschrift von …And You Will Know Us by the Trail of Dead immer erhalten bleibt.
Parallel zum Erscheinen von Worlds Apart veröffentlichte Conrad Keely einen Essay unter dem Titel „Death of the Enlightened Amateur – A Brief Summary of Key Developments in Western Music“ („Der Tod des aufgeklärten Amateurs – eine kurze Zusammenfassung der Schlüsselentwicklungen in der westlichen Musik“), in dem er die Musikgeschichte von der griechischen Antike bis zum Pop nachzeichnet.
In der Januarausgabe 2006 des Musikmagazins Visions wurde Worlds Apart von der Redaktion zum Album des Jahres 2005 gekürt. So Divided ist am 14. November 2006 bei Interscope/Universal erschienen. Nach der EP Festival Thyme, die 2008 gewissermaßen als Vorschau veröffentlicht wurde, folgte am 20. Februar 2009 mit The Century of Self das sechste Studioalbum, das allerdings nicht mehr bei einem Major-Label erschienen ist, sondern auf dem bandeigenen Richter Scale Records. Zur gleichen Zeit begann in den USA eine Welttournee, die im April auch in Europa fortgesetzt wurde.
Am 4. Februar 2011 wurde ihr siebtes Studioalbum namens Tao of the Dead auf dem deutschen Label Superball Music veröffentlicht. Die Vorab-Single Summer of All Dead Souls erschien ausschließlich als Download.
Im Oktober 2012 veröffentlichte die Band ihr nächstes Album: Lost Songs. Mit Lost Songs wurde erstmals ein Trail-of-Dead-Album im Horus Sound Studio in Hannover aufgenommen. An den Aufnahmen beteiligt war neben Produzent Chris „Frenchie“ Smith auch der Engineer Mirko Hofmann.

## Diskografie
Alben
- …And You Will Know Us by the Trail of Dead (1998)
- Madonna (1999)
- Source Tags & Codes (2002)
- Worlds Apart (2005)
- So Divided (2006)
- The Century of Self (2009)
- Tao of the Dead (2011)
- Lost Songs (2012)
- IX (2014)
- X: The Godless Void and Other Stories (2020)
- XI: Bleed Here Now (2022)

EPs
- Relative Ways. (2001)
- The Secret of Elena’s Tomb (2003)
- Festival Thyme (2008)
- Tao of the Dead, Pt. 3 (2013)